# Dereveane (Zorea), Rivne
Dereveane (în ucraineană Дерев'яне) este un sat în comuna Zorea din raionul Rivne, regiunea Rivne, Ucraina.

## Demografie
Componența lingvistică a localității Dereveane
     Ucraineană (98,28%)
     Rusă (1,72%)
Conform recensământului din 2001, majoritatea populației localității Dereveane era vorbitoare de ucraineană (98,28%), existând în minoritate și vorbitori de rusă (1,72%).